# Velika nagrada Nice 1935
Velika nagrada Nice 1935 je bila neprvenstvena dirka za Veliko nagrado v sezoni 1935. Odvijala se je 18. avgusta 1935 v Nici.

## Poročilo

### Pred dirko
Scuderia Ferrari je na dirki nastopala v najmočnejši postavi, Tazio Nuvolari, Louis Chiron in René Dreyfus, ki so veljali za favorite, glavna konkurenca pa naj bi jim bilo moštvo Scuderia Subalpina, pa tudi zmagovalec zadnje francoske dirke Grand Prix du Comminges, Raymond Sommer.

### Dirka
Na štartu dirke je pričakovano povedel Nuvolari, drugo mesto pa je prevzel Giuseppe Farina, ki je uspel kar dolgo slediti vodilnemu dirkaču Ferrarija, toda pri tem je dirkal pri previsokih obratih in moral že v enajstem krogu odstopiti zaradi okvare motorja. Tudi dirkači moštva Scuderia Subalpina so imeli težave, saj je moral odstopiti Goffredo Zehender v dvajsetem krogu, kasneje je prevzel težko vozen dirkalnik Philippa Étancelina. Zaradi tega je Ferrari z lahkoto prišel do trojne zmage, Nuvolari je ostal na prvem mestu, drugi mesti na stopničkah pa sta zasedla Chiron in Dreyfus, četrto mesto pa je osvojil Sommer, toda že s tremi krogi zaostanka.

## Rezultati

### Dirka
| Poz | Št | Dirkač                               | Moštvo                     | Dirkalnik        | Krogi | Čas/Odstop  | Št. m. |
| --- | -- | ------------------------------------ | -------------------------- | ---------------- | ----- | ----------- | ------ |
| 1   | 2  | Tazio Nuvolari                       | Scuderia Ferrari           | Alfa Romeo P3    | 100   | 3:04:59,7   | 1      |
| 2   | 4  | Louis Chiron                         | Scuderia Ferrari           | Alfa Romeo P3    | 100   | + 8,2 s     | 5      |
| 3   | 6  | René Dreyfus                         | Scuderia Ferrari           | Alfa Romeo P3    | 100   | + 11,9 s    | 6      |
| 4   | 12 | Raymond Sommer                       | Privatnik                  | Alfa Romeo P3    | 96    | +3 krogi    | 2      |
| 5   | 30 | Albert Chambost                      | Ecurie Giroud              | Maserati 8CM     | 94    | +6 krogov   |        |
| 6   | 18 | Luigi Soffietti                      | Privatnik                  | Maserati 8CM     | 93    | +7 krogov   |        |
| Ods | 26 | Richard Shuttleworth                 | Privatnik                  | Alfa Romeo P3    | 89    | Hladilnik   | 13     |
| Ods | 32 | Philippe Étancelin Goffredo Zehender | Scuderia Subalpina         | Maserati 6C-34   | 72    | El. sistem  | 7      |
| Ods | 38 | Hans Rüesch                          | Privatnik                  | Alfa Romeo P3    | 40    | Ogenj       |        |
| Ods | 24 | José María de Villapadierna          | Scuderia Villapadierna     | Maserati 8CM     | 31    | Krmilo      | 17     |
| Ods | 28 | Charles Martin                       | Privatnik                  | Bugatti T59      | 29    | Sklopka     | 15     |
| Ods | 20 | Robert Brunet                        | Ecurie Braillard           | Maserati 8CM     | 26    | Vžig        |        |
| Ods | 22 | Ferdinando Barbieri                  | Scuderia Villapadierna     | Alfa Romeo Monza | 24    | Meh. okvara | 9      |
| Ods | 34 | Goffredo Zehender                    | Scuderia Subalpina         | Maserati 6C-34   | 20    | Vžig        | 8      |
| Ods | 10 | Brian Lewis                          | Privatnik                  | Maserati 8C      | 16    | Meh. okvara |        |
| Ods | 16 | Marcel Lehoux                        | Scuderia Villapadierna     | Maserati 8CM     | 14    | Zavore      | 3      |
| Ods | 14 | Giuseppe Farina                      | Privatnik                  | Maserati 6C-34   | 11    | Motor       | 4      |
| Ods | 36 | Raph                                 | Privatnik                  | Alfa Romeo P3    | 3     | Trčenje     | 10     |
| DNA | 8  | Jean-Pierre Wimille                  | Automobiles Ettore Bugatti | Bugatti T59      |       |             |        |